# 毛母质

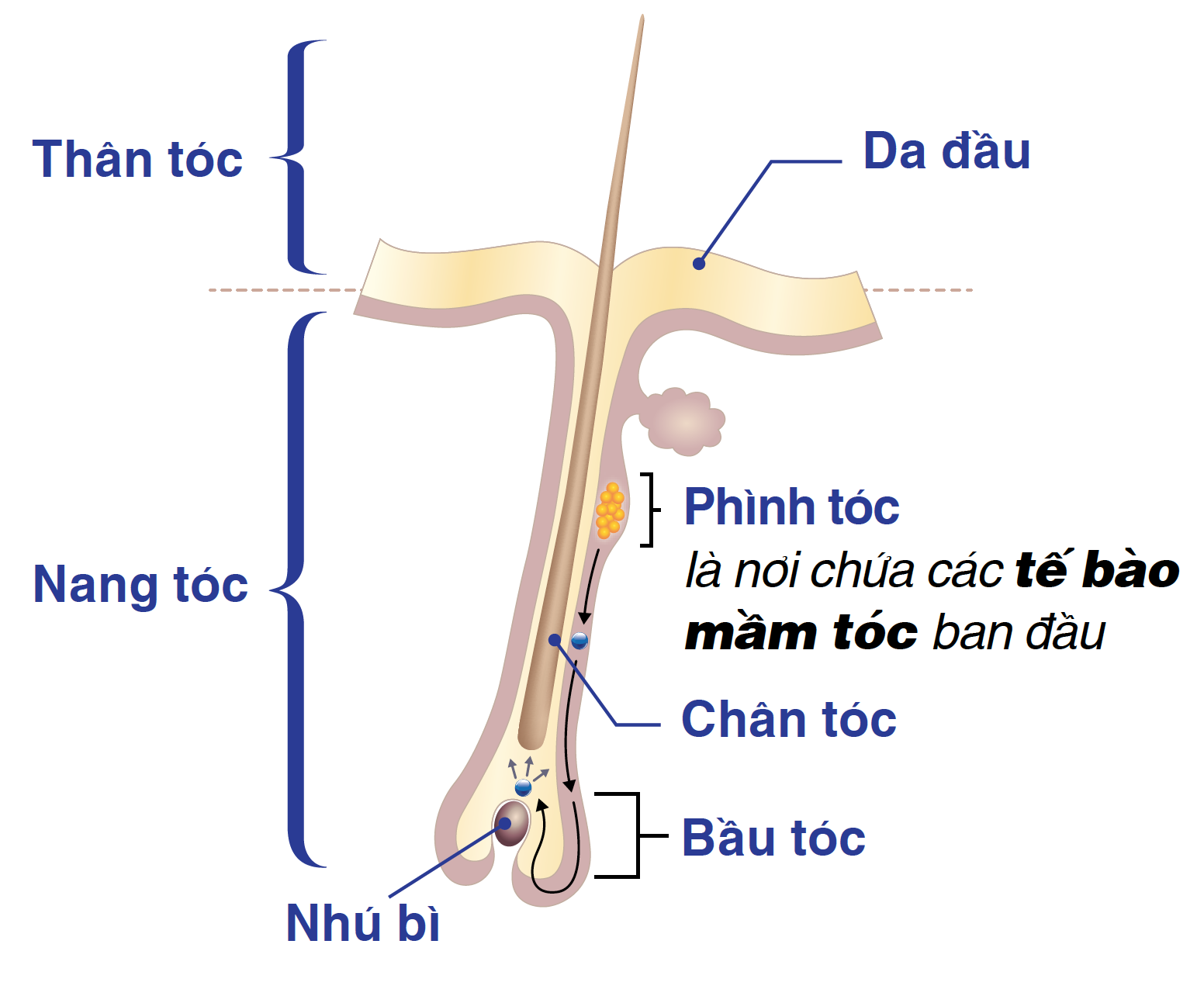
毛基質式意圖。毛母质瘤，再圖上黃色區域。

毛母质（英語：hair matrix），是指不断分裂增殖最终分化为毛根和上皮根鞘的未分化细胞，位于毛乳头周围。
该部位可发生毛母质瘤，又称钙化上皮瘤，具体病因不详。